# ジャンプSQ.19
『ジャンプSQ.19』（ジャンプエスキューイチキュー）は、集英社が発行していた日本の隔月刊漫画雑誌。月刊漫画雑誌『ジャンプスクエア』（集英社、以下SQ）の増刊。

## 概要
SQ新人・連載経験者による読切、SQ連載作品の番外編などを掲載していた『SQ』増刊・『ジャンプSQ.II（ジャンプスクエアセカンド）』（不定期刊、4号発行）を前身とし、2010年5月19日に季刊誌として創刊。5月に春号・8月に夏号・11月に秋号・2月に冬号を発売（発行日は翌月19日）。2012年冬号までの通算8号を季刊で発行した後、同年4月発売号より隔月刊化。創刊より19日発売で、誌名の由来ともなっている（隔月刊化以降は偶数月の19日）。2015年2月19日発売の18号をもって休刊。『ジャンプSQ.CROWN』に引き継がれた
オリジナル作品、『SQ』本誌掲載作品の番外編・移籍作品、コミカライズ作品、新人作家・本誌連載作家の読切など幅広い作品が掲載された。
公式TwitterやUstream配信と様々な形でウェブ展開を行っていた。2010年8月21日からはヤフーと提携し、iPad用アプリとして電子書籍版を配信を開始、初号を一部を除くほぼすべての収録漫画作品を体験版として無料でリリース、以後夏号から有料配信を行うこととなっていた。これは日本の出版業界でかなり先駆的な取り組みであり、携わっていた編集部員の細野修平は後にウェブコミック配信サイト『少年ジャンプ+』（集英社）を創刊することとなる。
連載作品の単行本は『SQ』本誌と同じく〈ジャンプ・コミックス〉レーベルから『SQ』用のデザインで発行された。

## 歴代編集長
編集長は『SQ』本誌と同じ。
|   | 編集長   | 任期                                                        |
| - | -------- | ----------------------------------------------------------- |
| 1 | 茨木政彦 | 2010年春号（同年6月号、創刊号）                             |
| 2 | 嶋智之   | 2010年夏号（同年9月号） - 2012年Vol.02（同年7月号）         |
| 3 | 矢作康介 | 2012年Vol.03（同年9月号） - 2015年Vol.18（同年2月、最終号） |

## 連載漫画
- 最左列の通し番号は便宜的な物で、意味を持たない
- 開始・終了については年数と発行月数を「.」で区切って示す
  - 例：2011年春号（2010年6月発行増刊） → 2010.06
- 休刊後も継続された作品の連載については#移籍作品の動向を参照
- 移籍元/先については、備考欄で「←/→ 『移籍元/先の雑誌名』」の形で略記
- 本一覧はソート可能なテーブルを使用する
  - デフォルトでの表示順は連載開始順。開始号が同じ場合には掲載順とする
  - 「作品名」・「作者（作画）」・「原作者など」の3列は五十音順にソートされる
  - ソート時の便宜のため「見出しの用の行」をデータに混在させている。この見出し行は昇順ソート時にのみ正確に働く。また昇順ソート時であっても末尾に移動した行はそのソート条件では意味を持たない。

|  | 見出し（非データ） |

|      | 作品名                                         | 作者（作画）                    | 原作者など                                                                | 開始    | 終了    | 注記                                                       |
| ---- | ---------------------------------------------- | ------------------------------- | ------------------------------------------------------------------------- | ------- | ------- | ---------------------------------------------------------- |
| 0.1  | Ｚ                                             | Ｚ                              | 2010年                                                                    | 2010.00 | 2010.00 | Ｚ                                                         |
| 01   | 1/11 じゅういちぶんのいち                      | 中村尚儁                        | －                                                                        | 2010.06 | 2011.03 | →本誌                                                      |
| 02   | モテ虫王者カブトキング                         | 尾玉なみえ                      | －                                                                        | 2010.06 | 2012.07 | 本誌掲載読切の続編                                         |
| 03   | 帝一の國                                       | 古屋兎丸                        | －                                                                        | 2010.06 | 2011.12 | →本誌                                                      |
| 04   | アグリッパ -AGRIPPA-                           | 内水融                          | －                                                                        | 2010.06 | 2012.07 | →Web連載                                                   |
| 05   | ひまスペ兎!※                                   | 中島諭宇樹                      | 川村巧（設定協力）                                                        | 2010.06 | 2012.09 | ※末尾に兎のアスキーアートが付く                            |
| 06   | となりのランドセルw                            | 宮下未紀                        | －                                                                        | 2010.06 | 2014.09 |                                                            |
| 07   | 若きウツマルの悩み                             | 三上骨丸                        | －                                                                        | 2010.06 | 2011.03 | 『SQ.II』掲載読切の続編 未単行本化                         |
| 08   | 地球侵略!コルレオニス                          | 木村聡                          | －                                                                        | 2010.06 | 2011.03 |                                                            |
| 09   | 喜劇のヒロイン!                                | 新里友基                        | －                                                                        | 2010.06 | 2011.03 | 未単行本化                                                 |
| 10   | 血界戦線                                       | 内藤泰弘                        | －                                                                        | 2010.06 | 2015.03 | →CROWN                                                     |
| 11   | 迷い猫オーバーラン!                            | 矢吹健太朗（漫画）              | 松智洋（原作） ぺこ（キャラクターデザイン）                               | 2010.09 | 2010.12 | ←本誌                                                      |
| 12   | 水使いのリンドウ                               | 一色登希彦                      | －                                                                        | 2010.09 | 2012.07 |                                                            |
| 13   | 僕は友達が少ない+                              | 田口囁一（漫画）                | 平坂読（原作） 春川美咲（脚本） ブリキ（キャラクター原案）                | 2010.12 | 2012.07 |                                                            |
| 13.1 | Ｚ                                             | Ｚ                              | 2011年                                                                    | 2011.00 | Ｚ      | Ｚ                                                         |
| 14   | Ⓖえでぃしょん                                  | 河下水希                        | －                                                                        | 2011.03 | 2013.01 |                                                            |
| 15   | ドットインベーダー                             | 佐々木ミノル                    | －                                                                        | 2011.03 | 2012.07 |                                                            |
| 16   | To LOVEる -とらぶる- ダークネス 番外編         | 矢吹健太朗（漫画）              | 長谷見沙貴（脚本）                                                        | 2011.03 | 2014.09 | 本誌連載の本編と平行連載 2014年8月発売のVol.15を最後に休載 |
| 16.5 | Ｚ                                             | Ｚ                              | 2012年                                                                    | 2012.00 | 2012.00 | Ｚ                                                         |
| 17   | 機巧童子ULTIMO                                 | 武井宏之（COMIC） HIRO（INKER） | スタン・リー（O.S.※）                                                     | 2012.03 | 2015.03 |                                                            |
| 18   | コミカル!                                      | 下村トモヒロ                    | －                                                                        | 2012.03 | 2014.03 |                                                            |
| 19   | パパのいうことを聞きなさい!                    | 竹村洋平（漫画）                | 松智洋（原作） なかじまゆか（キャラクターデザイン）                       | 2012.05 | 2012.11 | ←本誌                                                      |
| 20   | 時と永遠〜トキトワ〜                           | 相羽紀行（漫画）                | バンダイナムコゲームス（原作） VOFAN（キャラクターデザイン）              | 2012.07 | 2012.11 | 短期集中連載                                               |
| 21   | ゆーまにあ☆                                    | 矢冨ゆりか                      | －                                                                        | 2012.07 | 2013.05 |                                                            |
| 22   | 探検ドリランド -The Episode of Another Hunter- | 今野ユウキ（漫画）              | グリー（原作） 高橋洋一（脚本）                                           | 2012.09 | 2013.05 |                                                            |
| 23   | リビドーハンタータケル                         | 丈山雄為                        | －                                                                        | 2012.11 | 2015.03 |                                                            |
| 23.5 | Ｚ                                             | Ｚ                              | 2013年                                                                    | 2013.00 | 2013.00 | Ｚ                                                         |
| 24   | ごきげんステディ                               | 吉野川笑助                      | －                                                                        | 2013.01 | 2013.09 | ←本誌                                                      |
| 25   | あだしもの                                     | 山本久美子                      | －                                                                        | 2013.03 | 2013.09 | ←本誌                                                      |
| 26   | 革命機ヴァルヴレイヴ                           | 土屋彼某（漫画）                | サンライズ（原作） 星野桂（キャラクターデザイン原案）                     | 2013.09 | 2014.01 |                                                            |
| 27   | CHERRY TEACHER佐倉直生                         | 立花和三                        | －                                                                        | 2013.11 | 2015.03 | →少年ジャンプ+                                             |
| 28   | サラリーマン祓魔師 奥村雪男の哀愁              | 佐々木ミノル（漫画）            | 加藤和恵（原案・監修）                                                    | 2013.11 | 2015.03 | →本誌                                                      |
| 29.5 | Ｚ                                             | Ｚ                              | 2014年                                                                    | 2014.00 | 2014.00 | Ｚ                                                         |
| 29   | 灼熱の卓球娘                                   | 朝野やぐら                      | －                                                                        | 2014.01 | 2015.03 | →となジャン                                                |
| 30   | 箱庭遊戯                                       | 田中文                          | －                                                                        | 2014.03 | 2015.01 |                                                            |
| 31   | FANTASMA                                       | 賀来ゆうじ                      | －                                                                        | 2014.05 | 2014.07 | ←本誌                                                      |
| 31.5 | Ｚ                                             | Ｚ                              | 2015年                                                                    | 2015.00 | 2015    | Ｚ                                                         |
| 32   | せらぷち!～終わりのセラフ４コマ編～            | アオキタレン                    | 鏡貴也/山本ヤマト/降矢大輔（原案・監修） 終わりのセラフ製作委員会（協力） | 2015.01 | 2015.03 | →「終わりのセラフ」公式サイト →本誌 →CROWN                 |
| 999  | あ                                             | あ                              | あ行                                                                      | Ｚ      | Ｚ      | Ｚ                                                         |
| 999  | か                                             | か                              | か行                                                                      | Ｚ      | Ｚ      | Ｚ                                                         |
| 999  | さ                                             | さ                              | さ行                                                                      | Ｚ      | Ｚ      | Ｚ                                                         |
| 999  | た                                             | た                              | た行                                                                      | Ｚ      | Ｚ      | Ｚ                                                         |
| 999  | な                                             | な                              | な行                                                                      | Ｚ      | Ｚ      | Ｚ                                                         |
| 999  | は                                             | は                              | は行                                                                      | Ｚ      | Ｚ      | Ｚ                                                         |
| 999  | ま                                             | ま                              | ま行                                                                      | Ｚ      | Ｚ      | Ｚ                                                         |
| 999  | や                                             | や                              | や行                                                                      | Ｚ      | Ｚ      | Ｚ                                                         |
| 999  | ら                                             | ら                              | ら行                                                                      | Ｚ      | Ｚ      | Ｚ                                                         |
| 999  | わ                                             | わ                              | わ行                                                                      | Ｚ      | Ｚ      | Ｚ                                                         |

### 移籍作品の動向
- 休刊後も他誌で連載が継続された作品

|  | 2018年10月現在連載中 |

| 作品                                | 掲載誌                                                                                            | 備考     |
| ----------------------------------- | ------------------------------------------------------------------------------------------------- | -------- |
| CHERRY TEACHER 佐倉直生             | ＋ 2015年03月25日 - 2016年9月11日                                                                 |          |
| せらぷち!～終わりのセラフ４コマ編～ | 終わりのセラフ.com 2015年2月4日 - SQ 2015年5月号 - 2016年1月号 SQ.CROWN 2015 SUMMER - 2015 AUTUMN | 並行連載 |
| サラリーマン祓魔師 奥村雪男の哀愁   | SQ 2015年5月号 - 2020年5月号                                                                      |          |
| 血界戦線                            | SQ.CROWN 2015 SUMMER - 2018 WINTER RISE2018 SPRING - 連載中                                       |          |
| 灼熱の卓球娘                        | となジャン2015年5月15日 - 2019年2月1日                                                            |          |

## 作品の映像化
オリジナル連載作品の映像化。他誌へ移籍した後に映像化したものを含む。
- 機巧童子ULTIMO - VOMIC化（2011年5月）
- 1/11 じゅういちぶんのいち - VOMIC化（2012年1月）、映画化（2014年4月）
- 帝一の國 - VOMIC化（2012年2月）、舞台化（2014年4月 - ）、映画化（2017年4月）
- 血界戦線 - VOMIC化（2012年10月）、テレビアニメ化（2015年4月 - 6月・10月、2017年10月 - 12月）
- 灼熱の卓球娘 - テレビアニメ化（2016年10月 - 12月）